# (6785) 1990 VA7
(6785) 1990 VA7 là một tiểu hành tinh vành đai chính. Nó được phát hiện bởi Hitoshi Shiozawa và Minoru Kizawa ở Fujieda, Shizuoka Prefecture, Nhật Bản, ngày 12 tháng 11 năm 1990.